# جيرالد غروفينور، دوق وستمنستر السادس
اللواء جيرالد كافنديش غروفينور، دوق وستمنستر السادس ، (22 ديسمبر 1951 - 9 أغسطس 2016) ، نبيل ومالك بريطاني للأراضي ورجل أعمال وفاعل خير وجنرال في الجيش الاحتياط. كان ابن روبرت غروفينور، دوق وستمنستر الخامس ، وفيولا ليتيلتون. كان رئيس مجلس إدارة مجموعة غروفينور العقارية. في أول طبعة على الإطلاق من قائمة صاندي تايمز للأثرياء ، التي نُشرت في عام 1989 ، صُنِّف كثاني أغنى شخص في المملكة المتحدة  بثروة قدرها 3.2 مليار جنيه إسترليني بعد الملكة إليزابيث الثانية.